# Bayerischer Enzian
Der Bayerische Enzian (Gentiana bavarica) ist eine Pflanzenart aus der Gattung der Enziane (Gentiana) innerhalb der Familie der Enziangewächse (Gentianaceae).

## Beschreibung

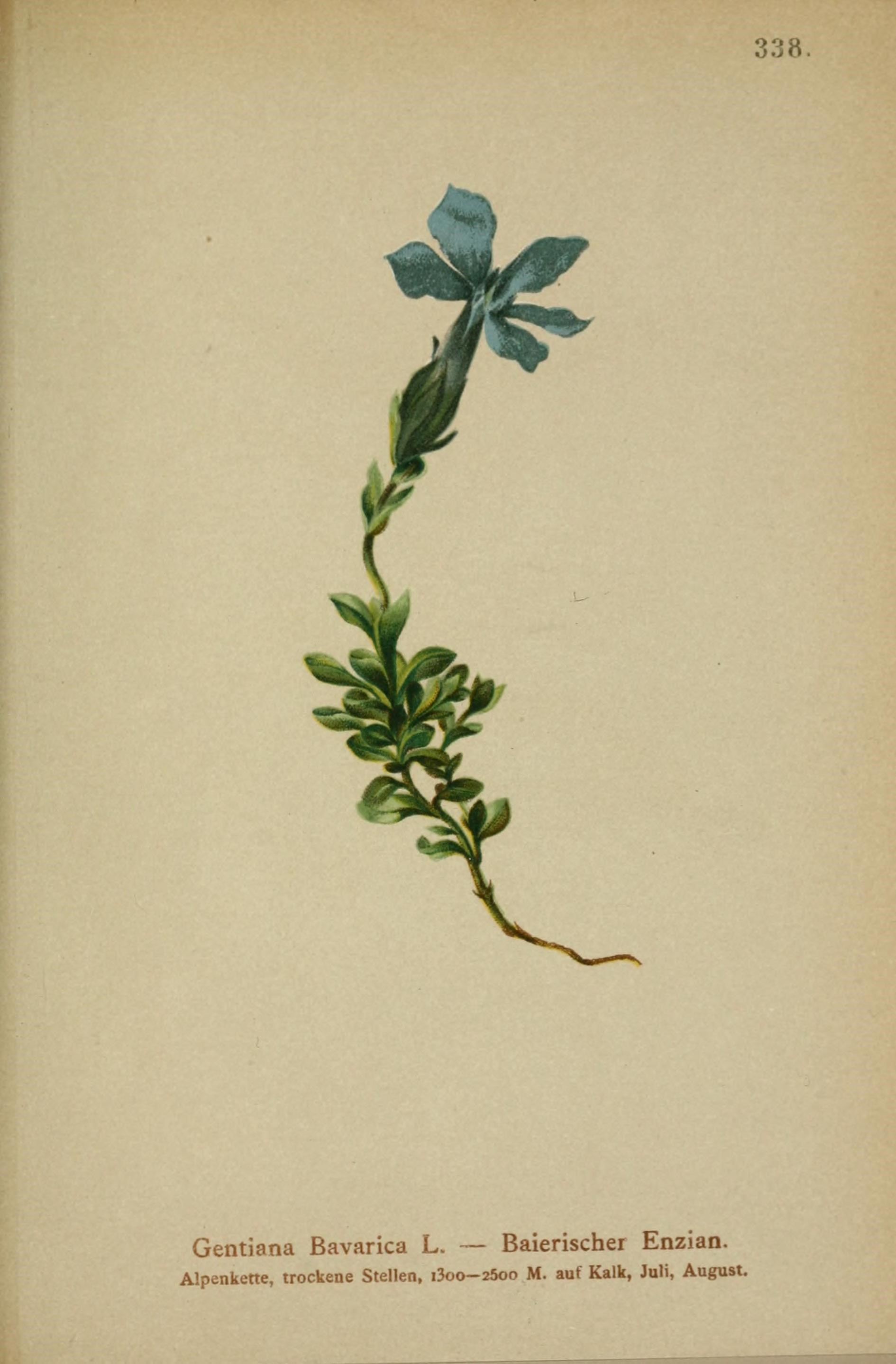
Illustration aus Atlas der Alpenflora

### Vegetative Merkmale
Der Bayerische Enzian ist eine ausdauernde krautige Pflanze und erreicht Wuchshöhen von 5 bis 15 Zentimetern. Es werden generative und rein vegetative Sprossachsen gebildet. Die Blütenstängel besitzen am Grund keine Blattrosette. 
Die gegenständig angeordneten Laubblätter haben einen glatten Rand und sind alle fast gleich groß. Die unteren können kleiner und genähert sein. Außer den dicht stehenden Rosettenblättern gibt es zwei bis vier Paare entfernt stehende Stängelblätter. Die Blattspreiten sind spatelförmig oder verkehrt-eiförmig und im vorderen Drittel am breitesten.  Die Spitze ist stumpf und ohne Knorpelspitze. Die Blätter sind 10 bis 15 Millimeter lang und kaum doppelt so lang als breit.

### Generative Merkmale
Die Blütezeit reicht von Juni bis September. Die Blüten stehen endständig einzeln oder zu ein bis dreien in den Achseln der oberen Blätter.
Die zwittrigen Blüten sind radiärsymmetrisch und fünfzählig mit doppelter Blütenhülle. Der Kelch ist aufgeblasen mit gekielten oder schmal geflügelten Kanten. Er ist 10 bis 16 Millimeter lang. Die Flügel der Kanten sind 1 bis 2 Millimeter breit. Die Kelchzähne sind lanzettlich, spitz, 5 bis 6 Millimeter lang und etwa zwei Drittel so lang wie die Kelchröhre. Die Krone ist tiefblau bis hellblau. Die Kronröhre ist walzenförmig und heller. Der Saum ist ausgebreitet und stieltellerförmig und 16 bis 20 Millimeter breit. Die Zipfel zwischen den Kronblättern sind nur kleine Zähnchen oder fehlen ganz. Der Griffel ist tief zweilappig. Die Staubblätter sind in der Mitte behaart. Die Staubbeutel sind gelb und frei. Der Fruchtknoten ist mit einem 3 bis 5 Millimeter langen Stiel versehen; er ist vierkantig und 16 bis 20 Millimeter lang. Die Samen sind braunschwarz und spindelförmig; sie sind 1 Millimeter lang, 0,5 Millimeter breit und ungeflügelt.
Die Chromosomenzahl beträgt 2n = 30.

## Ökologie
Beim Bayerischen Enzian handelt es sich um einen überwinternd grünen Hemikryptophyten. Blütenbesucher sind Bienen und Falter.

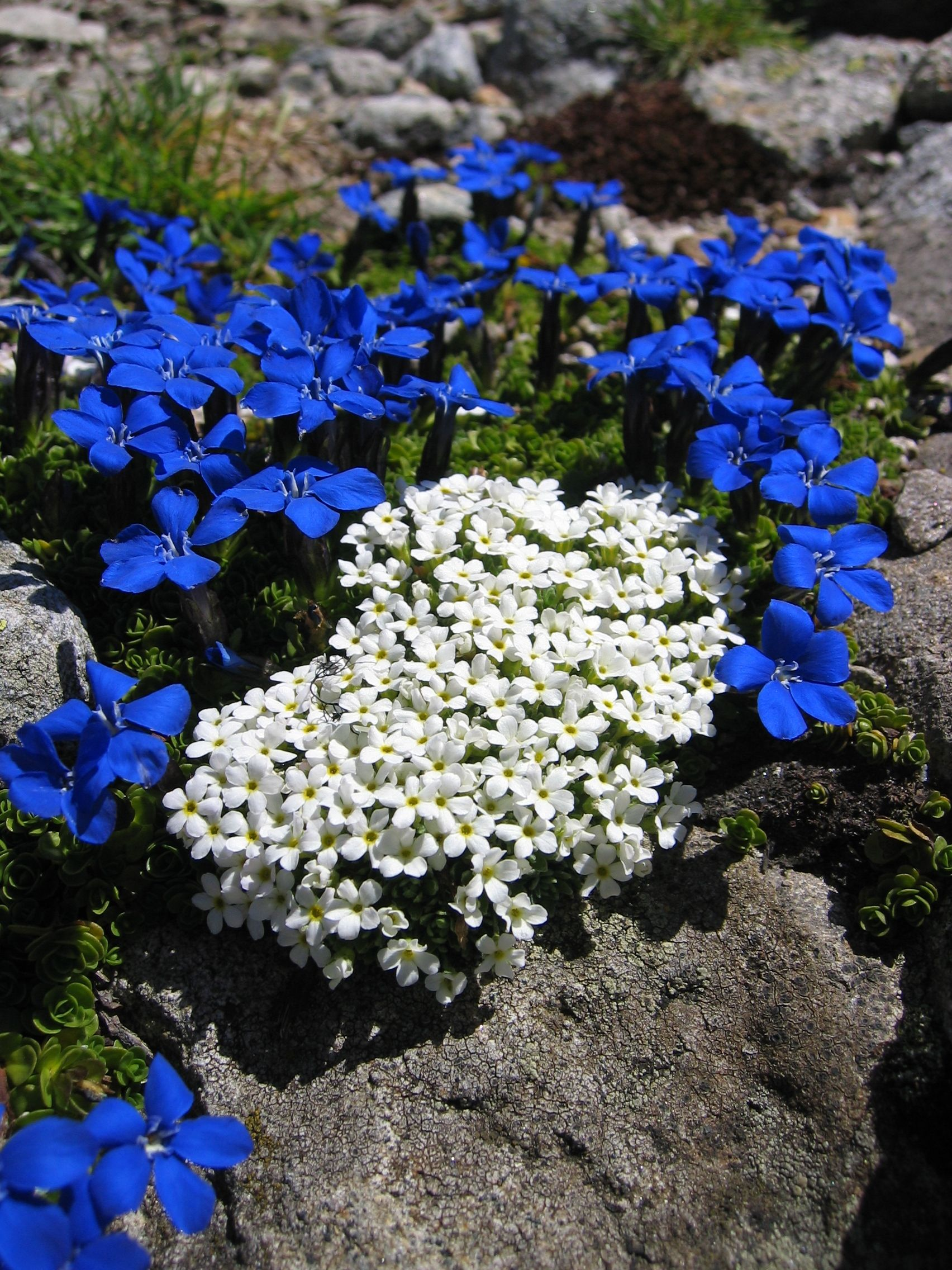
Bayerischer Enzian (Gentiana bavarica var. subacaulis) mit dem weißblühenden Alpen-Mannsschild (Androsace alpina)

## Vorkommen
Der Bayerische Enzian kommt nur in den Alpen vor. 
Es gibt Fundorte in Frankreich, Italien, in der Schweiz, in Deutschland, Österreich und im früheren Jugoslawien. Er wächst in feuchten Matten, Schneetälchen, Gesteinsschutt und in Quellbereichen auf frischen oder feuchten, meist kalkhaltigen, steinigen Böden. Er kommt von der subalpinen bis subnivalen Höhenstufe vor. Er gedeiht in Höhenlagen von 1800 bis 2500, selten bis zu 3600 Metern. Selten kommt er tiefer als 1800 Meter Meereshöhe vor. In den Allgäuer Alpen steigt er von 1400 Metern bis zu einer Höhenlage von 2300 Metern auf.
Gentiana bavarica ist in den Alpen eine Charakterart des Arabido-Rumicetum nivalis aus dem Verband Arabidion caeruleae der Schneeboden-Gesellschaften. Er kommt aber auch im Caricetum frigidae vor sowie in Pflanzengesellschaften der Ordnung Montio-Cardaminetalia oder der alpinen Milchkrautweiden (Poion alpinae) bzw. bei der Varietät Gentiana bavarica var. subacaulis des Verbands Androsacion alpinae.
Die ökologischen Zeigerwerte nach Landolt & al. 2010 sind in der Schweiz: Feuchtezahl F = 4w+ (sehr feucht aber stark wechselnd), Lichtzahl L = 4 (hell), Reaktionszahl R = 3 (schwach sauer bis neutral), Temperaturzahl T = 1+ (unter-alpin, supra-subalpin und ober-subalpin), Nährstoffzahl N = 2 (nährstoffarm), Kontinentalitätszahl K = 2 (subozeanisch).

## Systematik
Die Erstveröffentlichung von Gentiana bavarica erfolgte 1753 durch Carl von Linné in Species Plantarum, Tomus I, S. 331.
Von Gentiana bavarica gibt es je nach Autor bis zu zwei Varietäten:
- Gentiana bavarica L. var. bavarica
- Gentiana bavarica var. subacaulis Cust. Sie unterscheidet sich durch deutlich verkürzte Stängel und zahlreiche dachziegelartig gedrängte Laubblätter.[2] Diese Varietät kommt besonders zwischen 2400 und 3000 Metern Meereshöhe vor.[1]